# 格林维尔 (阿拉巴马州)
格林维尔，是美国阿拉巴马州下属的一座城市，是巴特勒县的縣城。面积约为21.36平方英里（约合55.31平方公里）。根据2000年人口普查，该市有人口7,228人。根据2010年人口普查，该市有人口8,135人，人口密度为380.94/平方英里（约合147.08/平方公里）。

## 地理
格林维尔的座標為31°29′43″N 86°22′26″W / 31.4952583°N 86.3739241°W（31.4952583,-86.3739241）。根據2000年人口普查，本城面積為21.3平方英里（55.17平方），其中21.1平方英里（54.65平方）為陸地，0.2平方英里（0.52平方）為水域。蒙哥马利是最接近格林维尔的50,000人口城市。